# Butch Beard
Alfred Beard jr., detto Butch (Hardinsburg, 4 maggio 1947), è un ex cestista e allenatore di pallacanestro statunitense, professionista nella NBA.

## Carriera
Dopo aver giocato a livello liceale per la Breckenridge County High School di Hardinsburg, Kentucky è passato alla University of Louisville.
Finita la carriera collegiale è stato scelto dalla NBA nel draft del 1969 al primo giro con il numero 10 dagli Atlanta Hawks.
Beard ha giocato nove stagioni nella NBA viaggiando a 9,3 punti e 3,6 assist di media partita. Nel 1972 è stato invitato all'All Star Game dove ha messo a segno 3 punti. Nel 1974-75 ha vinto l'anello NBA con i Golden State Warriors, contribuendo con oltre 12 punti a partita.
Dal 1994 al 1996 è stato capo allenatore dei New Jersey Nets.
Dal 2001 al 2006 ha allenato la Morgan State University

## Palmarès
- NCAA AP All-America Third Team (1967)
- NBA All-Star (1972)
- Campionato NBA: 1

Golden State Warriors: 1975